# عبدالله عطیف
عبدالله عطیف (عربی: عبدالله إبراهيم عطيف؛ زادهٔ ۳ اوت ۱۹۹۲) یک بازیکن فوتبال اهل عربستان سعودی است.وی در باشگاه فوتبال الاهلی عربستان سعودی بازی می‌کند.
از باشگاه‌هایی که در آن بازی کرده‌است می‌توان به الهلال عربستان، الشباب عربستان اشاره کرد.

## تیم ملی
وی همچنین در تیم‌های ملی فوتبال زیر 20 سال عربستان سعودی زیر 23 سال عربستان سعودی بزرگسالان عربستان سعودی بازی کرده است.